# Tatort: Tod aus der Vergangenheit
Tod aus der Vergangenheit ist ein Fernsehfilm aus der Kriminalreihe Tatort der ARD, des ORF und SRF. Der Film wurde vom MDR unter der Regie von Hans-Werner Honert produziert und am 8. Juni 1992 erstmals ausgestrahlt. Es handelt sich um die Tatort-Folge 259. Für den Kriminalhauptkommissar Bruno Ehrlicher und seinen Kollegen Kain ist es der zweite Fall, in dem sie in Dresden ermitteln.

## Handlung
Linde Treu fährt mit der Schwebebahn in Dresden-Loschwitz ins Villenviertel Weißer Hirsch. Kurz darauf wird sie tot auf dem Fußweg vor einem Hochhaus in Dresden gefunden. Kommissar Ehrlicher, der gerade widerwillig in der Kneipe seines Sohnes aushelfen muss und Urlaub hat, überlässt den Fall zunächst Kain.
In dem Hochhaus fand zur Tatzeit eine Eröffnungsfeier statt, auf der das Opfer den Geschäftsführer Prof. Weinkauf vor allen Anwesenden des Patentdiebstahls bezichtigte. Weinkauf geleitet die Frau hinaus; kurz darauf stürzte sie vom Balkon. Die Beweise sprechen zunächst nicht für Selbstmord, wie Weinkauf behauptet.
Bei der Befragung bestreitet Weinkauf weiterhin, Linde Treu vom Balkon gestoßen zu haben. Veigl, der Kain das Verhör nicht allein führen lässt, erfährt außerdem, dass Weinkauf das Projekt „Monitum“ beim VEB Carl Zeiss Jena leitete. In der Forschungsgruppe arbeitete Klaus Treu, der Mann der Toten, als Leitender. Er kam im Dezember 1988 bei einem Unfall ums Leben. Linde Treu verklagte daraufhin Weinkauf; verlor allerdings den Prozess.
Ehrlicher, von der Arbeit in der Kneipe genervt, beendet seinen Urlaub und beginnt Kain bei den Ermittlungen zu unterstützen. Eine Journalistin teilt Kain mit, dass sie im Besitz eines Koffers von Linde Treu mit brisanten Informationen ist. Er holt den Koffer am Abend in der Redaktion ab und geht anschließend noch mit der Reporterin essen.
Ehrlicher fährt unterdessen nach Jena, um mehr über Linde Treu zu erfahren. Er befragt außerdem den dritten Mann aus Weinkaufs alter Forschungsgruppe und erfährt, dass Klaus Treu bei dem Unfall umkam, durch den Weinkaufs Frau im Rollstuhl gelandet ist. Nur Dr. Weinkauf blieb unverletzt. Er erfährt außerdem, dass Prof. Weinkauf kein Wissenschaftler war, sondern zum Führungskader gehörte und das Patent nur gestohlen hat. Weiter will er Ehrlicher aber nicht unterstützen.
In der Zeitung erscheint am nächsten Morgen ein Artikel über Weinkaufs Vergangenheit, woraufhin Veigl Kain zur Rede stellt. Er glaubt auch, dass Ehrlicher und Kain Weinkauf aufgrund ihrer gemeinsamen DDR-Vergangenheit fertig machen wollen. Außerdem verdichten sich die Hinweise, dass Linde Treu tatsächlich Selbstmord begangen hat, um Weinkauf so ins Gefängnis zu bringen.
Nachdem der Artikel erschienen ist, versucht Weinkaufs Affäre und Geschäftspartnerin Renate Schwippert, Ralf Bohm als neuen Geschäftsführer zu installieren. Bohm hat hingegen Skrupel und versucht der aus dem Westen stammenden Schwippert die damalige Lage zu erklären. Diese interessiert sich allerdings nicht dafür.
Ehrlicher versucht mittlerweile an die alten Unfallakten zu kommen, die aber verschwunden sind. Da er sich nicht vorstellen kann, dass der Unfall auch vertuscht worden wäre, wenn nur ein einfacher Wissenschaftler am Steuer gesessen hätte, sucht er weiter und gerät an den ehemaligen Ermittler Petzhold. Da dieser aber nach der Wende seine Arbeit verloren hat und Ehrlicher für einen Wendehals hält, verweigert er zunächst die Mithilfe.
Renate Schwippert arbeitet unterdessen weiter daran, den mittlerweile untragbar gewordenen Weinkauf in eine ihrer Firmen in den USA abzuschieben. Da Weinkauf sich weigert, versucht sie erneut Ralf Bohm zu verführen und ihn auf ihre Seite zu ziehen.
Ehrlicher erhält unterdessen von Petzhold doch noch die alten Akten, aus denen hervorgeht, dass Treu nur der Beifahrer gewesen war. Auf der Rückfahrt versagen die Bremsen von Ehrlichers Lada; er wird allerdings nur leicht verletzt und erhält ein neues Dienstauto.
Schwippert und Bohm setzten Weinkauf weiter unter Druck. Da dieser sich aber immer noch weigert, geht Bohm zur Polizei und behauptet nun, gesehen zu haben, wie Weinkauf Linde Treu vom Balkon gestoßen hat. Ehrlicher glaubt ihm jedoch kein Wort und ist verärgert, als Kain ihm vorschlägt die Falschaussage gegen Weinkauf zu verwenden und ihn zu verhaften.
Ehrlicher konfrontiert Schwippert, Bohm und Weinkauf schließlich mit seinen Vermutungen, dass Weinkauf nicht schuldig ist und Bohm gelogen hat. Dieser gesteht daraufhin, dass er auf Anweisung Schwipperts gelogen hat, um die Firma übernehmen zu können. Ehrlicher gibt außerdem die alten Unterlagen an den Staatsanwalt weiter, sodass Weinkauf nun doch noch für den Unfall zur Verantwortung gezogen werden wird.

## Produktion
Der Film wurde noch vom Deutschen Fernsehfunk produziert und vom MDR als zweiter Beitrag zur Tatort-Reihe gezeigt.
Die Dreharbeiten fanden in Dresden und Umgebung statt. Unter anderem wurde auch in der Nähe des Blauen Wunders, an der Schwebebahn in Dresden-Loschwitz und im Villenstadtteil Weißer Hirsch gefilmt.
Die Kostüme schuf Ursula Rummler, für die Garderobe zeichnete Cornelia Marquardt verantwortlich.
Die Erstausstrahlung verfolgten 9,88 Mio. Zuschauer, was einem Marktanteil von 34,50 % entsprach.
Letztmals ist neben Peter Sodann und Bernd Michael Lade Gustl Bayrhammer als Leiter der Dienststelle zu sehen. Er hatte diese Position bereits in Ein Fall für Ehrlicher inne und war darüber hinaus zwischen 1972 und 1981 als Oberinspektor Veigl in den Tatort-Filmen des Bayerischen Rundfunks zu sehen. Auch Walter Nickel ist erneut als Kriminaltechniker zu sehen, der sich mit Kain anlegt. Ab 1999 trat er in dieser Rolle regelmäßig auf.
Kain hat hier letztmals den Rang eines Unterkommissars, den es eigentlich nur bei der Deutschen Volkspolizei gab.

## Kritik
Die TV Spielfilm bewertete den Film als stimmigen Krimi um altes und neues Unrecht.